# How to Dismantle an Atomic Bomb
How to Dismantle an Atomic Bomb ist das elfte Studioalbum der irischen Rockband U2. Es erschien 2004 bei Island Records.

## Entstehung und Veröffentlichung
Das Album wurde am 22. November 2004 zeitgleich als CD (Katalognummer: 9867829) und LP (Katalognummer: 214/986 817-2) mit elf Titeln veröffentlicht. Mit der Erstveröffentlichung erschien zudem eine „Limited Book Edition“, die um den Titel Fast Cars sowie eine DVD erweitert wurde.

## Titelliste
1. Vertigo – 3:15
2. Miracle Drug – 3:59
3. Sometimes You Can’t Make It On Your Own – 5:09
4. Love and Peace or Else – 4:51
5. City of Blinding Lights – 5:48
6. All Because of You – 3:39
7. A Man and a Woman – 4:30
8. Crumbs from Your Table – 5:03
9. One Step Closer – 3:52
10. Original of the Species – 4:41
11. Yahweh – 4:22

Bonustitel
1. Fast Cars – 3:42 (Bonustitel)

Einzelne Informationen zu den Liedern
Miracle Drug ist (neben Numb und einigen Live-Versionen von Elevation) eines von nur drei Liedern, bei denen drei Bandmitglieder singen, nämlich Bono, The Edge und Larry Mullen. Das Album beinhaltet zwei Lieder, die Bonos verstorbenem Vater gewidmet sind: Sometimes You Can't Make It On Your Own und One Step Closer.
Im Sommer 2004 wurde The Edge eine Demo-CD mit den Liedern von How to Dismantle an Atomic Bomb gestohlen. Dies führte zur Vorverlegung des offiziellen Veröffentlichungstermins.
Am Nachmittag des 22. Novembers 2004 wurde das Video zu All Because of You gedreht, wobei U2 auf einem LKW quer durch New York fuhren und das Lied live spielten. Am Abend desselben Tages spielte U2 im New Yorker Empire Ferry Fulton State Park an der Brooklyn Bridge ein Gratiskonzert vor rund 3000 Zuschauern. Dabei wurden sechs Lieder vom neuen Album gespielt. Das Konzert wurde von MTV aufgezeichnet und einige Wochen später teilweise ausgestrahlt.
Im Herbst 2004 tauchte ein unveröffentlichtes Lied der How to Dismantle an Atomic Bomb-Sessions im Internet auf: Mercy.
Crumbs from Your Table ist laut Larry Mullen auf der DVD das einzige Lied, das U2 betrunken geschrieben haben und bei dem er keine Erinnerungen mehr hat, wie es zustande kam.

## Singleauskopplungen
| Jahr | Titel                                   | Höchstplatzierung, Gesamtwochen, AuszeichnungChartplatzierungen (Jahr, Titel, , Platzierungen, Wochen, Auszeichnungen, Anmerkungen) | Höchstplatzierung, Gesamtwochen, AuszeichnungChartplatzierungen (Jahr, Titel, , Platzierungen, Wochen, Auszeichnungen, Anmerkungen) | Höchstplatzierung, Gesamtwochen, AuszeichnungChartplatzierungen (Jahr, Titel, , Platzierungen, Wochen, Auszeichnungen, Anmerkungen) | Höchstplatzierung, Gesamtwochen, AuszeichnungChartplatzierungen (Jahr, Titel, , Platzierungen, Wochen, Auszeichnungen, Anmerkungen) | Höchstplatzierung, Gesamtwochen, AuszeichnungChartplatzierungen (Jahr, Titel, , Platzierungen, Wochen, Auszeichnungen, Anmerkungen) | Höchstplatzierung, Gesamtwochen, AuszeichnungChartplatzierungen (Jahr, Titel, , Platzierungen, Wochen, Auszeichnungen, Anmerkungen) | Anmerkungen                          |
| Jahr | Titel                                   | DE | AT | CH | UK | US | IE | Anmerkungen                          |
| ---- | --------------------------------------- | --- | --- | --- | --- | --- | --- | ------------------------------------ |
| 2004 | Vertigo                                 | DE9 (11 Wo.)DE | AT4 (15 Wo.)AT | CH6 (17 Wo.)CH | UK1 Gold · (12 Wo.)UK | US31 Gold · (20 Wo.)US | IE1 (18 Wo.)IE | Erstveröffentlichung: September 2004 |
| 2005 | Sometimes You Can’t Make It on Your Own | DE23 (9 Wo.)DE | AT25 (9 Wo.)AT | CH39 (7 Wo.)CH | UK1 (9 Wo.)UK | US97 (3 Wo.)US | IE3 (11 Wo.)IE | Erstveröffentlichung: Februar 2005   |
| 2005 | City of Blinding Lights                 | DE24 (9 Wo.)DE | AT28 (8 Wo.)AT | CH41 (8 Wo.)CH | UK2 (9 Wo.)UK | — | IE8 (10 Wo.)IE | Erstveröffentlichung: Juni 2005      |
| 2005 | All Because of You                      | DE37 (4 Wo.)DE | AT37 (3 Wo.)AT | — | UK4 (5 Wo.)UK | — | IE4 (11 Wo.)IE | Erstveröffentlichung: Oktober 2005   |

## Rezeption
Bei den Grammy-Awards-Verleihungen in den Jahren 2005 und 2006 konnte sich U2 in allen Nominierungen durchsetzen und gewannen insgesamt 8 Awards.
2005 erhielten sie die Auszeichnungen Best Rock Performance für Vertigo, Best Rock Song, ebenfalls für Vertigo und Best Short Form Music Video, nochmal für Vertigo. U2 trat im Rahmen der Verleihung mit Sometimes You Can't Make it On Your Own live auf.
2006 erhielt das Album die Auszeichnungen Album of the Year und Best Rock Album. Zum Song of the Year wurde Sometimes You Can't Make It On Your Own gekürt. Für dasselbe Stück erhielt U2 zudem den Preis Best Rock Performance by a Duo or Group with Vocal. Als Best Rock Song wurde City Of Blinding Lights ausgezeichnet.
U2 trat mit Vertigo und One, letzteres gemeinsam mit Mary J. Blige live auf.

## Kommerzieller Erfolg

### Chartplatzierungen
| ChartsChartplatzierungen       | Höchstplatzierung | Wochen |
| ------------------------------ | ----------------- | ------ |
| Deutschland (GfK)              | 1 (44 Wo.)        | 44     |
| Irland (IRMA)                  | 1 (55 Wo.)        | 55     |
| Österreich (Ö3)                | 1 (43 Wo.)        | 43     |
| Schweiz (IFPI)                 | 1 (41 Wo.)        | 41     |
| Vereinigte Staaten (Billboard) | 1 (56 Wo.)        | 56     |
| Vereinigtes Königreich (OCC)   | 1 (40 Wo.)        | 40     |

| ChartsJahrescharts (2004)    | Platzierung |
| ---------------------------- | ----------- |
| Deutschland (GfK)            | 81          |
| Österreich (Ö3)              | 18          |
| Schweiz (IFPI)               | 20          |
| Vereinigtes Königreich (OCC) | 14          |

| ChartsJahrescharts (2005)      | Platzierung |
| ------------------------------ | ----------- |
| Deutschland (GfK)              | 29          |
| Österreich (Ö3)                | 15          |
| Schweiz (IFPI)                 | 12          |
| Vereinigte Staaten (Billboard) | 8           |
| Vereinigtes Königreich (OCC)   | 54          |

### Auszeichnungen für Musikverkäufe
| Land/Region                  | Auszeichnungen für Musikverkäufe (Land/Region, Auszeichnung, Verkäufe) | Verkäufe    |
| ---------------------------- | ---------------------------------------------------------------------- | ----------- |
| Argentinien (CAPIF)          | 3× Platin                                                              | 120.000     |
| Australien (ARIA)            | 4× Platin                                                              | 280.000     |
| Belgien (BRMA)               | Platin                                                                 | (50.000)    |
| Brasilien (PMB)              | 2× Platin                                                              | 250.000     |
| Dänemark (IFPI)              | 4× Platin                                                              | (80.000)    |
| Deutschland (BVMI)           | 3× Gold                                                                | (450.000)   |
| Europa (IFPI)                | 3× Platin                                                              | 3.000.000   |
| Finnland (IFPI)              | Gold                                                                   | (21.348)    |
| Frankreich (SNEP)            | Platin                                                                 | (300.000)   |
| Griechenland (IFPI)          | Platin                                                                 | (20.000)    |
| Irland (IRMA)                | 10× Platin                                                             | (150.000)   |
| Japan (RIAJ)                 | Platin                                                                 | 250.000     |
| Kanada (MC)                  | 5× Platin                                                              | 500.000     |
| Kolumbien (ASINCOL)          | 3× Gold                                                                | 22.500      |
| Kroatien (HDU)               | Silber                                                                 | (3.000)     |
| Mexiko (AMPROFON)            | Platin                                                                 | 100.000     |
| Neuseeland (RMNZ)            | 3× Platin                                                              | 45.000      |
| Niederlande (NVPI)           | Gold                                                                   | (40.000)    |
| Österreich (IFPI)            | Platin                                                                 | (30.000)    |
| Polen (ZPAV)                 | Gold                                                                   | (20.000)    |
| Portugal (AFP)               | 3× Platin                                                              | (120.000)   |
| Russland (NFPF)              | Gold                                                                   | (10.000)    |
| Schweden (IFPI)              | Platin                                                                 | (60.000)    |
| Spanien (Promusicae)         | 2× Platin                                                              | (200.000)   |
| Ungarn (MAHASZ)              | Gold                                                                   | (10.000)    |
| Vereinigte Staaten (RIAA)    | 3× Platin                                                              | 3.300.000   |
| Vereinigtes Königreich (BPI) | 4× Platin                                                              | (1.200.000) |
| Insgesamt                    | 1× Silber · 7× Gold · 55× Platin ·                                     | 7.867.500   |

Hauptartikel: U2 (Band)/Auszeichnungen für Musikverkäufe